# Häst (zodiak)
Hästen är det sjunde djuret av de tolv zodiakdjuren inom kinesisk astrologi.  De tolv djuren omfattar varsitt år, när tolv år har gått börjar cykeln om.

## År och de fem elementen
- 25 januari 1906 - 12 februari 1907: eldhäst
- 11 februari 1918 - 31 januari 1919: jordhäst
- 30 januari 1930 - 16 februari 1931: metallhäst
- 15 februari 1942 - 4 februari 1943: vattenhäst
- 3 februari 1954 - 16 februari 1955: trädhäst
- 21 januari 1966 - 8 februari 1967: eldhäst
- 7 februari 1978 - 27 januari 1979: jordhäst
- 27 januari 1990 - 14 februari 1991: metallhäst
- 12 februari 2002 - 31 januari 2003: vattenhäst

## Traditionella egenskaper som tillskrivs människor födda i hästens år
| Attribut                  |                                                                        |
| ------------------------- | ---------------------------------------------------------------------- |
| Zodiacläge                | 7:e                                                                    |
| Tid                       | 11:00-13:00                                                            |
| Riktning                  | Söder                                                                  |
| Årstid och månad          | sommar, juni                                                           |
| Ädelsten                  | beryll                                                                 |
| Färger                    | grön                                                                   |
| Ungefärligt tecken i väst | Tvilling                                                               |
| Polaritet                 | Yang                                                                   |
| Positiva egenskaper       | aktiv, alert, social, självcentrerad.                                  |
| Länder                    | Portugal, Mexiko, Sydafrika, Israel, Dominikanska republiken, Pakistan |